# باراخایفکا
باراخایفکا (به لاتین: Barakhayevka) یک منطقهٔ مسکونی در روسیه است که در باشقیرستان واقع شده‌است.